# Арнульфи, Клод
Клод Арнульфи (фр. Claude Arnulphy; 1697 — 22 июня 1786, Экс-ан-Прованс) — французский живописец-портретист.

## Биография
По утверждению самого Арнульфи, он родился либо в Гренобле, либо в Лионе в семье художника Карла Арнульфи, родом из округа Ниццы в Савойскои герцогстве. Детство провёл во французской столице.
Первоначальное обучение получил в художественной мастерской отца, а затем отправился в Рим для продолжения учёбы у Бенедетто Лути (1666—1724).
Около 1722 года Клод Арнульфи впервые зарекомендовал себя талантливым портретистом в городе Экс-ан-Прованс, где он жил и прошёл долгий творческий путь, и где были созданы многие его работы.
Произведения художника сравнивали с работами Гиацинта Риго и Николы де Ларжильера. Со временем стал ведущим художником-портретистом Франции.
В 1742—1744 годах Клодом Арнульфи была написана галерея портретов офицеров королевского ВМФ Великобритании, находившихся тогда в Тулоне. Три портрета в настоящее время хранятся в Национальном Морском Музее в Гринвиче.
В феврале 1732 года Арнульфи женился на Маргарите Обэ. В браке с ней родилось десять детей, семь из которых — сыновья. Однако выжил лишь один ребёнок.
В 1765 году по распоряжению герцога и пэра Франции Оноре Армана де Виллара в Экс-ан-Провансе была организована новая школа рисования, которая стала известна как École de dessin d’Aix-en-Provence. Возглавил школу художник Шарль Марсель Онэ, а его заместителем стал Клод Арнульфи. В 1785 году, в связи с отъездом в Северную Америку, директор ушёл в отставку, и Арнульфи взял на руководство школой на себя. Однако, будучи к тому времени уже в почтенном возрасте (почти 88 лет), он выбрал себе в преемники молодого Жана-Антуана Константена.
За годы художественной и педагогической карьеры воспитал плеяду талантливых художников, в частности, Жана-Франсуа Пьера Пейрона и Антуана Гибелина, уроженцев Экс-ан-Прованса.
Умер художник 22 июня 1786 года и был похоронен на кладбище Récollets г. Экс-ан-Прованса.

Некоторые работы
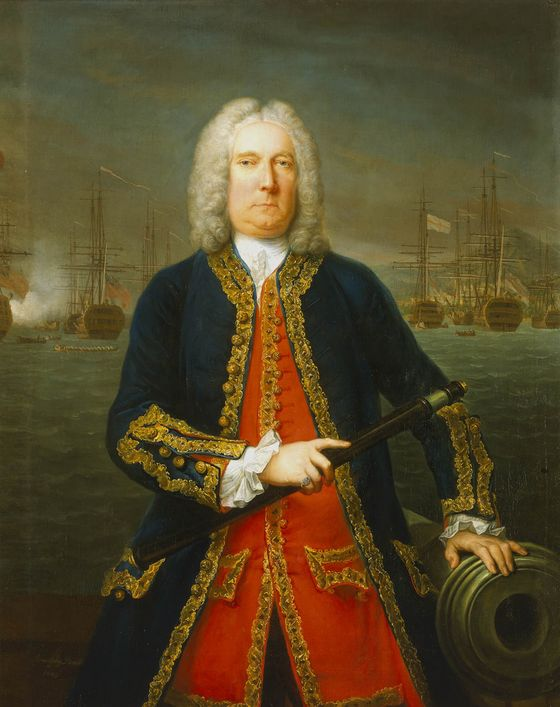
Адмирал Томас Метьюз, 1743
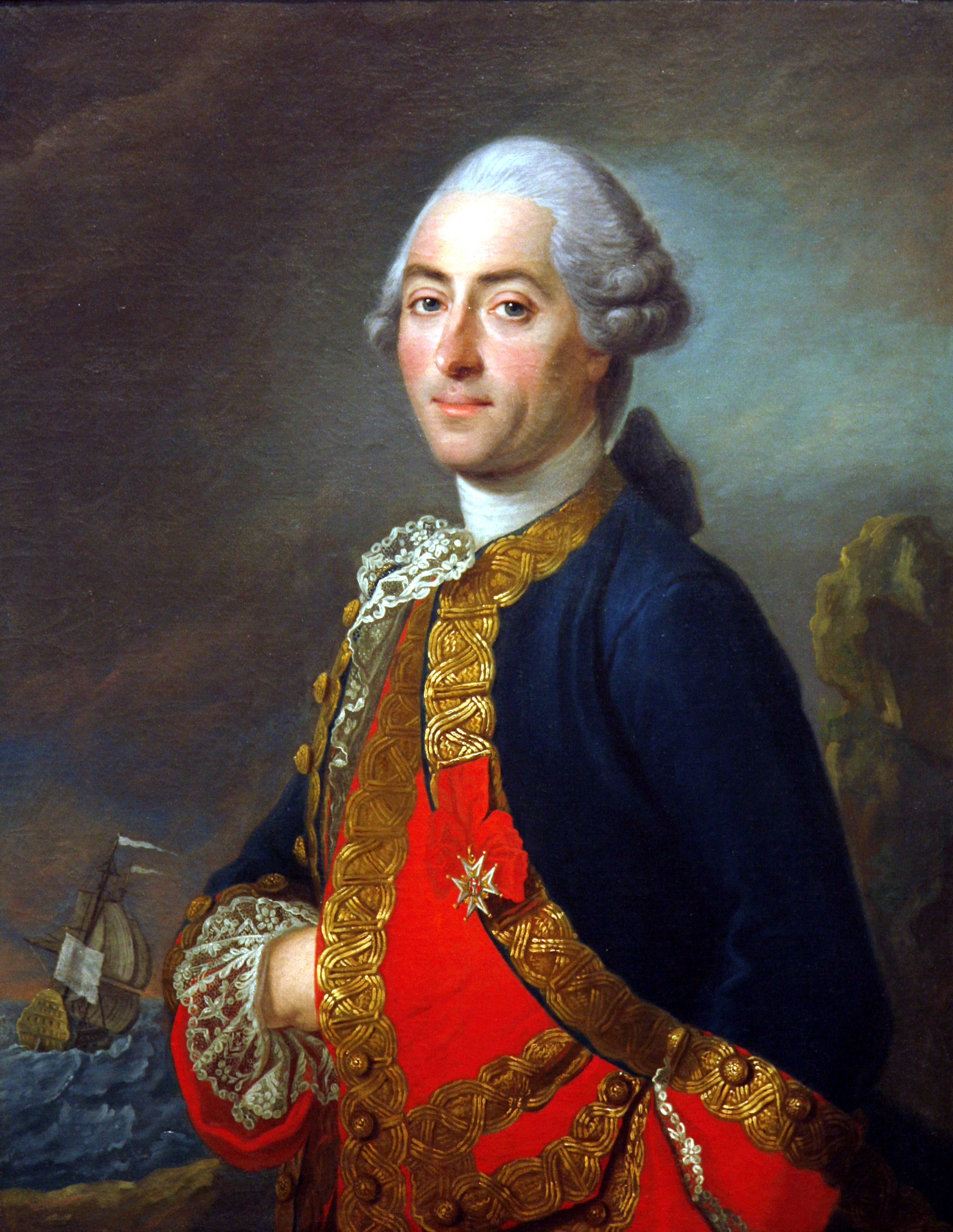
Французский адмирал Луи-Филипп де Риго, 1750
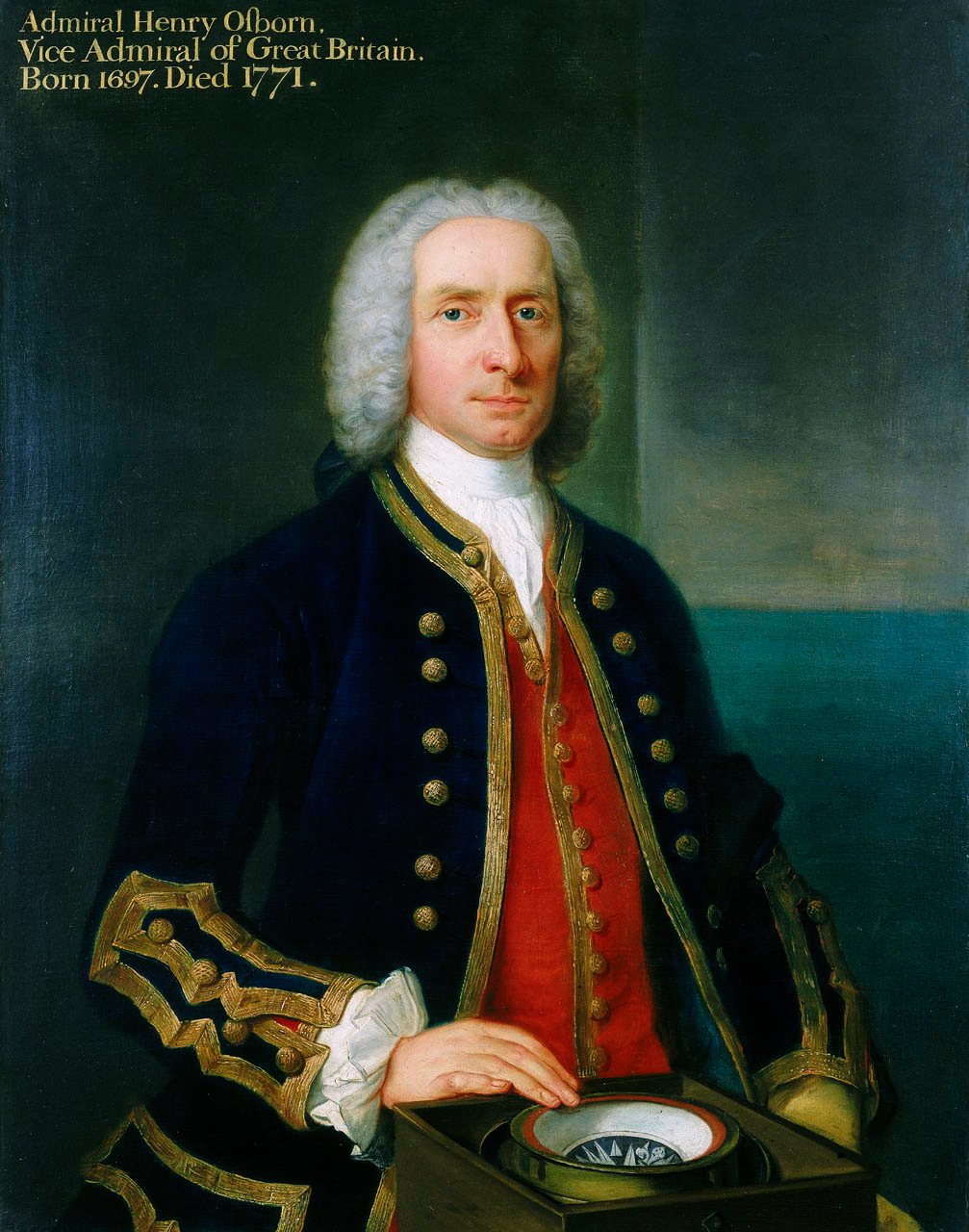
Портрет капитана Генри Осборна
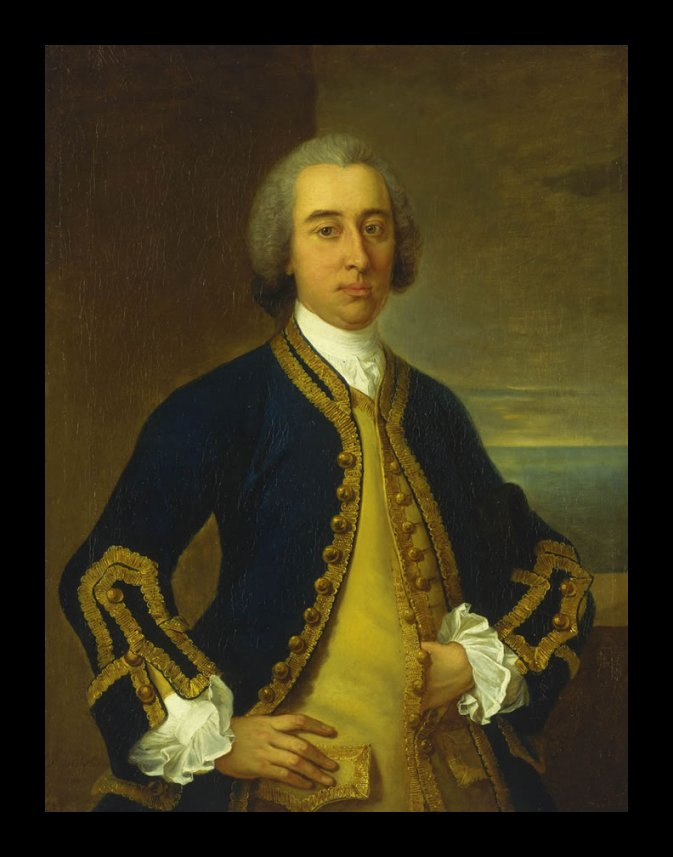
Портрет мужчины